# Kamenyi járás
A Kamenyi járás (oroszul Каменский район) Oroszország egyik járása az Altaji határterületen. Székhelye Kameny-na-Obi.

A Kamenyi járás az Altaji határterületen

## Népesség
- 1989-ben 16 977 lakosa volt.
- 2002-ben 16 600 lakosa volt, melyből 15 386 orosz, 624 német, 175 ukrán, 68 azeri, 48 tatár, 47 fehérorosz, 35 csecsen, 21 csuvas stb.
- 2010-ben 12 025 lakosa volt.